# Carmen Nájera Domingo
Carmen Nájera Domingo (Nájera, La Rioja, 1951) es Catedrática del Departamento de Química Orgánica de la Universidad de Alicante.
Acabó sus estudios de Química en la Universidad de Zaragoza en 1973 y su tesis doctoral en la Universidad de Oviedo en 1979 bajo la dirección de  José Barluenga Mur y Miguel Yus Astiz.
Su ámbito de investigación son los procesos catalíticos en síntesis orgánica. Ha publicado más de 300 artículos en revistas internacionales y es miembro numerario de la Real Academia de Ciencias Exactas, Físicas y Naturales. Además, es cofundadora y directora técnica de la empresa Medalchemy dedicada a la preparación de productos farmacéuticos desde 2002. 
Su labor investigadora actual está centrada, sobre todo, en catálisis asimétrica, utilizando catalizadores quirales que permitan llevar a cabo reacciones que conduzcan a un único enantiómero. Por enantiómeros se entiende las moléculas iguales que no se pueden superponer, pero que entre ellas tienen una relación especular o como si tuvieran un espejo entre ambas. Estas sustancias son muy importantes especialmente en la industria farmacéutica.
Ha publicado más de 320 trabajos en revistas internacionales, 20 capítulos de libro y 6 patentes con un índice h = 56 y ha dirigido 40 tesis doctorales. Ha impartido más de 150 conferencias en congresos e instituciones nacionales y extranjeras.
Es autora de una patente sobre un procedimiento para la obtención de moléculas inhibidoras del virus de la hepatitis C, con un novedoso procedimiento de obtención, mucho más rápido, que neutraliza la resistencia del virus sin los efectos secundarios de otras terapias actuales.
Carmen Nájera es una de las científicas más citadas en el ámbito internacional en su campo y ha obtenido numerosos premios y reconocimientos a nivel internacional.

## Premios y reconocimientos
En 2006 obtuvo el Premio de Química Orgánica de la Sociedad Española de Química
También 2006 el Rosalind Franklin International Lectureship de la Sociedad Inglesa de Química
En 2010 se convirtió en la primera científica española en recibir el Premio de la Sociedad Francesa de Química por su trayectoria investigadora
En 2013 fue elegida Active Member de la Academia Europea de las Ciencias y las Artes, con sede en Salzburgo (Austria). La Academia Europea de las Ciencias y las Artes es transnacional e interdisciplinar y cuenta con 1.500 miembros entre los que destacan 28 premios Nobel.
En 2014 el Ilustre Colegio Oficial de Químicos de la Comunidad Valenciana le concede la Medalla al Mérito Profesional Gascó Oliag
En 2015 fue galardonada con el Premio Internacional IUPAC 2015 Distinguished Women in Chemistry or Chemical Engineering Awards. IUPAC 2015 acepta propuestas de mujeres profesionales de la química e ingeniería química de todos los países y se concede en reconocimiento a la trayectoria profesional.